# 孔祥榕
孔祥榕（1890年—1941年），号仰恭，山东曲阜人，孔子七十五代孙，中华民国近代政治人物，长期从事水利事业，曾任黄河水利委员会委员长。

## 生平
孔祥柯是孔子世家嫡系大宗户八府后裔，七世祖孔继泂是袭封衍圣公孔传铎的第三子，孔继泂齿序行八，外建府邸世称八府。孔祥柯的祖父孔庆霄是八府七十三代长房长孙，孔庆霄次子孔繁淦官至直隶高等审判庭推事，他娶清末学部副大臣、京师大学堂监督劳乃宣的长女劳缃(1864-1936)，有七子一女，孔祥榕是第三子，二哥孔祥柯是著名的教育家、政治家、社会活动家。
孔祥榕毕业于京师译学馆，曾担任财政部全国所得税处总办。此后先后担任过永定河河务局局长，交通部扬子江水道整理委员会委员兼总务处处长、技术委员会委员，实业部汉口商口检验局事务处主任，国民政府赈款委员会委员，内政部河道水利专门委员会委员。民国二十二年（1933年），出任黄河水灾救济委员会委员兼总视察、黄河水利委员会委员等职。民国二十四年（1935年）2月，出任黄河水利委员会副委员长。同年10月，代理委员长职务。民国二十五年（1936年）5月至民国二十七年（1938年）6月，正式出任黄河水利委员会委员长。民国二十八年（1939年）5月再度出任委员长，民国三十年（1941年）在任上病逝。
其子孔令玨(包時)為1930年代上海《晨報》"每日電影"副刊影評人之一。

## 故居
孔祥榕故居位于开封市双龙巷45号（现为35号）。有一种说法认为，民国二十七年（1938年）韩复榘便是在孔家被逮捕后押解到武汉的。